# Lục Kha Nhiên
Lục Kha Nhiên (tiếng Anh: K Lu, sinh ngày 7 tháng 11 năm 1995 tại Nam Kinh, Giang Tô, Trung Quốc), tên thật là Lục Tiệp (giản thể: 陆婕), nghệ danh K (tiếng Hàn: 케이), là một nữ ca sĩ người Trung Quốc, Cô là cựu thành viên của nhóm nhạc nữ Fanxy Red.và cựu thành viên của nhóm nhạc nữ THE9. Vào ngày 12 tháng 3 năm 2020, cô tham gia cuộc thi và chương trình thực tế phát triển nhóm nhạc nữ thần tượng iQiyi "Thanh xuân có bạn 2", và cuối cùng đã giành được vị trí thứ chín vào ngày 30 tháng 5, chính thức trở thành thành viên của nhóm nhạc nữ THE9 2020-2021. Công ty chủ quản của cô là TOV Entertainment. Hiện tại cô hoạt động với tư cách là Ca sĩ solo.
andom của cô được gọi là Bánh sừng bò (Khả Tụng Diện Bao) với mã màu tiếp ứng là   .

## Ban đầu
Lục Kha Nhiên sinh ra ở Nam Kinh, tỉnh Giang Tô. Cô học đấu kiếm từ nhỏ và tập luyện thể thao trong 6 năm. Cô ấy từng không biết gì về ca hát và nhảy múa, cho khi gặp An Tuấn Hy (thành viên FANXY RED) khi làm việc ở Bắc Kinh, cô ấy thực sự đã yêu thích ca hát và nhảy múa. Sau đó, Lục Kha Nhiên được FFC chiêu mộ làm thực tập sinh thông qua "thăm dò tài năng" tại trường đại học và tiến hành đào tạo khép kín.

## Quá trình sự nghiệp

### Lục Kha Nhiên và FFC-Acrush/FANXY RED
Vào tháng 3 năm 2016, với tư cách là lứa thực tập sinh đầu tiên của FFC, Lu Keran cùng An Tuấn Hy, Mẫn Tuấn Thiên, Bành Hề Thần và Lâm Phàm xuất đạo dưới cái tên FFC-Acrush (hay gọi tắt là Acrush) sau gần một năm đào tạo chuyên sâu và thông qua nhiều lớp tuyển chọn.
Vào ngày 28 tháng 4 năm 2017, Lục Kha Nhiên cùng FFC-Acrush của mình đã tổ chức buổi họp báo ra mắt tại Bắc Kinh với chủ đề "Unknown Planet · I Dare To Be", đồng thời phát hành đĩa đơn đầu tay và MV "Action" chính thức ra mắt; Ngày 20 tháng 5, họ tham gia buổi hòa nhạc "Because of Love" của Hyun Dance DreamWorks in-Music tại ga Vũ Hán. Đây cũng là buổi biểu diễn công khai đầu tiên kể từ khi FFC-Acrush ra mắt, và cô ấy đã cùng biểu diễn live single của nhóm - "I’m sorry"; Vào ngày 27 tháng 10, đĩa đơn "I'm Sorry" được phát hành với FFC-Acrush.
Vào năm 2018, nhóm đã ký hợp đồng với TOV Entertainment của Hàn Quốc, và tên nhóm được đổi thành FANXY RED.
Vào ngày 28 tháng 8 năm 2019, nhóm đã phát hành EP đầu tiên "ACTIVATE", bao gồm 3 bài hát bao gồm "T.O.P", "Holla", và "Ngắm sao" (守望星) ra mắt chính thức tại Hàn Quốc.

### Lục Kha Nhiên và THE9
Vào tháng 1 năm 2020, với tư cách là một thực tập sinh, Lục Kha Nhiên tham gia chương trình tìm kiếm nhóm nhạc nữ "Thanh xuân có bạn 2" của iQIYI; vào ngày 18 tháng 3, cô ấy biểu diễn bài hát chủ đề cùng hàng trăm thực tập sinh của Thanh xuân có bạn 2 - bài hát "YES! OK!" chính thức được phát hành. Vào ngày 30 tháng 5, với 3.788.898 lượt tiếp ứng, Lục Kha Nhiên thành công xuất đạo cùng THE9 với vị trí thứ 9 thông qua "Thanh xuân có bạn 2".
Ngày 10 tháng 8 năm 2020, THE9 phát hành album EP đầu tiên của nhóm "SphinX"
Ngày 4 tháng 9 năm 2020, chương trình tạp kỹ cố định đầu tiên "Phi thường nhất Party" của THE9 được công chiếu trên iQiyi
Ngày 25 tháng 12 năm 2020, cô phát hành album "MatriX" với THE9, trong đó có một một đĩa đơn solo của Lu Keran "K'".
Ngày 25 và 26 tháng 03 năm 2021, cô cùng THE9 tổ chức concert đầu tiên của nhóm dưới hình thức trực tuyến "Thành phố hư thực X-CITY".
Ngày 22 tháng 05 năm 2021, EP kỉ niệm một năm thành lập nhóm "RefleXtion" của THE9 được phát hành.

## Hoạt động

### Âm nhạc
|            | Chi tiết | Hợp tác cùng |
| Activate   | - Phát hành: Ngày 28 tháng 8 năm 2019 - Định dạng: CD, nhạc sốDanh sách bài hát 1. "Holla" 2. "T.O.P" 3. "T.O.P" (Korean version) 4. "守望星" 5. "T.O.P" (instrumental)                                           | FFC-Acrush   |
| SphinX     | - Phát hành: Ngày 10 tháng 8 năm 2020 - Định dạng: Nhạc sốDanh sách bài hát 1. SphinX 2. Not Me | THE9         |
| MatriX     | - Phát hành: Ngày 25 tháng 12 năm 2020 - Định dạng: Nhạc sốDanh sách bài hát 1. Dumb Dumb Bomb 2. Biu Biu 3. Gwalla 4. SKIN 5. 蔷薇之巅 Tường Vi Chi Đỉnh 6. Comet 7. Yea 8. T.A.N.G 9. Call me by my name 10. K' | THE9         |
| RefleXtion | - Phát hành: Ngày 22 tháng 05 năm 2021 - Định dạng: Nhạc sốDanh sách bài hát 1. Hello 2. Dị thú 异兽 |              |
| 21G        | - Phát hành: Ngày 18 tháng 2 năm 2022 - Định dạng: Nhạc sốDanh sách bài hát 1. Waiting for you 2. Ride | Cá nhân      |

|                                           | Chi tiết                                                              | Hợp tác cùng                                             |
| Action (行动派)                           | Phát hành: Ngày 28 tháng 04 năm 2017                                  | FFC-Acrush                                               |
| I'm Sorry                                 | Phát hành: Ngày 27 tháng 10 năm 2017                                  | FFC-Acrush                                               |
| T.O.P                                     | - Phát hành: Ngày 28 tháng 08 năm 2019 - Ca khúc thuộc album Activate | FFC-Acrush                                               |
| Tình yêu lấp đầy cả thế giới 让世界充满爱 | Phát hành: Ngày 01 tháng 02 năm 2020                                  | Các thực tập sinh trong chương trình thanh xuân có bạn 2 |
| Bất phụng bồi 不奉陪                      | Phát hành: Ngày 07 tháng 05 năm 2020                                  | Các thực tập sinh trong chương trình thanh xuân có bạn 2 |
| K'                                        | - Phát hành: Ngày 25 tháng 12 năm 2020 - Ca khúc thuộc album MatriX   |                                                          |

### Chương trình tạp kỹ
|                                 | Phát hành                 | Vai trò                   |
| iQIYI Thanh xuân có bạn 2       | Ngày 12 tháng 03 năm 2020 | Thực tập sinh             |
| Thử thách cực hạn 6             | Tháng 07 năm 2020         | Khách mời                 |
| Let's Party                     | Ngày 04 tháng 09 năm 2020 | Thành viên cố định - Host |
| iQIYI Thanh xuân có bạn 3       | Năm 2021                  | Mentor X                  |
| Cái đuôi nhỏ của tôi 我的小尾巴 | Ngày 21 tháng 04 năm 2021 | Khách mời                 |
| Vì ca mà tán                    | Ngày 28 tháng 05 năm 2021 | Thí sinh                  |
| Stage Boom - Sân khấu bùng nổ   | Ngày 06 tháng 08 năm 2021 | Thí sinh                  |

### Hoạt động xã hội
|                                                               | Vai trò             | Thời gian                 | Hợp tác cùng                          |
| Chiến dịch Quảng cáo Nhận Thú nuôi PETA                       | ―                   | Ngày 15 tháng 06 năm 2017 | FFC-Acrush                            |
| Buổi hòa nhạc từ thiện của Hiệp hội Bảo vệ Động vật Hàng Châu | ―                   | Ngày 23 tháng 06 năm 2017 | FFC-Acrush                            |
| MV cho Công nhân trên chiến tuyến Coronavirus                 | ―                   | Ngày 01 tháng 02 năm 2020 | Các thực tập sinh Thanh xuân có bạn 2 |
| Quỹ Xóa đói giảm nghèo Trung Quốc Quyên                       | ―                   | Ngày 16 tháng 08 năm 2020 | ―                                     |
| iQIYI Love Power                                              | ―                   | Ngày 18 tháng 08 năm 2020 | THE9                                  |
| Book Love Hope                                                | Đại sứ từ thiện     | Ngày 21 tháng 09 năm 2020 | THE9                                  |
| UNICEF Ngày quốc tế Thiếu nhi 2020                            | ―                   | Ngày 19 tháng 11 năm 2020 | THE9                                  |
| Rayli - Chăm sóc trẻ bị bỏ rơi                                | Đại sứ truyền thông | Ngày 20 tháng 05 năm 2020 | THE9                                  |

## Tham Khảo
1. ↑  "陆柯燃 Keran Lu".
2. ↑  "《青春有你2》收官，刘雨昕、虞书欣、许佳琪等9人成团".
3. ↑  "FANXY RED在韩出道：望成为世界级音乐人".
4. ↑  "燃起来！FFC-Acrush奔跑助阵中国大学生马拉松联赛".
5. ↑  "FFC-Acrush正式出道 《行动派》MV首发".
6. ↑  "FFC-Acrush武汉in-Music演唱会首秀 新歌《I'm sorry》发布".
7. ↑  "女团组合Fanxyred携首张专辑《ACTIVATE》正式出道".
8. ↑  ""Thanh Xuân Có Bạn 2": THE9 chính thức ra mắt, vị trí thứ 9 gây bất ngờ toàn tập".
9. ↑  "EP SphinX".
10. ↑  "Phi Nhật Thường Party".
11. ↑  "Album MatriX".
12. ↑  "iQIYI Ushers in Next-Generation of Entertainment with Chinese Girl Group THE9's Debut Extended Reality (XR) Concert".
13. ↑  "EP RefleXtion".